# Andrew Florent
Andrew Florent (Melbourne, 24 ottobre 1970 – 16 agosto 2016) è stato un tennista australiano.

## Biografia
Ottenne il suo best ranking in singolare il 10 maggio 1993 con la 610ª posizione, mentre nel doppio divenne il 30 aprile 2001, il 13º del ranking ATP.
Attivo soprattutto nel doppio, vinse in carriera tre tornei del circuito ATP in questa specialità. In altre dieci occasioni, otto delle quali in coppia con il connazionale Joshua Eagle, ne raggiunse la finale, uscendone però sconfitto. Nei tornei del grande slam non riuscì mai ad andare oltre ai quarti di finale.
Dopo il ritiro (2003) fu per qualche tempo il coach di Mark Philippoussis.
Florent è morto nel 2016, stroncato da un tumore, lasciando la moglie e due figli.

## Statistiche

### Tornei ATP

#### Doppio

##### Vittorie (3)
| Legenda singolare                                    |
| Grande Slam (0)                                      |
| ATP World Tour Finals (0)                            |
| ATP Super 9 / ATP Masters Series (0)                 |
| ATP Championship Series / ATP International Gold (0) |
| ATP World Series / ATP International Series (3)      |

| Numero | Data           | Torneo                                              | Superficie  | Compagno           | Avversari in finale          | Punteggio     |
| 1.     | 13 giugno 1994 | Hypo Group Tennis International, Sankt Pölten       | Terra rossa | Vojtěch Flégl      | Adam Malik Jeff Tarango      | 3-6, 6-1, 6-4 |
| 2.     | 5 gennaio 1998 | Australian Men's Hardcourt Championships, Adelaide  | Cemento     | Joshua Eagle       | Ellis Ferreira Rick Leach    | 6-4, 6-7, 6-3 |
| 3.     | 17 maggio 1999 | Internationaler Raiffeisen Grand Prix, Sankt Pölten | Terra rossa | Andrej Ol'chovskij | Brent Haygarth Robbie Koenig | 5-7, 6-4, 7-5 |

##### Sconfitte in finale (10)
| Legenda singolare                                    |
| Grande Slam (0)                                      |
| ATP World Tour Finals (0)                            |
| ATP Super 9 / ATP Masters Series (2)                 |
| ATP Championship Series / ATP International Gold (0) |
| ATP World Series / ATP International Series (8)      |

| Numero | Data             | Torneo                                                        | Superficie  | Compagno      | Avversari in finale            | Punteggio     |
| 1.     | 16 maggio 1994   | ATP Bologna Outdoor, Bologna                                  | Terra rossa | Vojtěch Flégl | John Fitzgerald Patrick Rafter | 3-6, 3-6      |
| 2.     | 22 agosto 1994   | Waldbaum's Hamlet Cup, Long Island                            | Cemento     | Mark Petchey  | Olivier Delaître Guy Forget    | 4-6, 6-7      |
| 3.     | 24 aprile 1995   | Seoul Open, Seul                                              | Cemento     | Joshua Eagle  | Sébastien Lareau Jeff Tarango  | 3-6, 2-6      |
| 4.     | 10 giugno 1996   | Oporto Open, Porto                                            | Terra rossa | Joshua Eagle  | Emanuel Couto Bernardo Mota    | 6-4, 4-6, 4-6 |
| 5.     | 27 aprile 1998   | BMW Open, Monaco di Baviera                                   | Terra rossa | Joshua Eagle  | Todd Woodbridge Mark Woodforde | 0-6, 3-6      |
| 6.     | 15 giugno 1998   | Ordina Open, 's-Hertogenbosch                                 | Erba        | Joshua Eagle  | Guillaume Raoux Jan Siemerink  | 3-6, 6-3, 1-6 |
| 7.     | 28 febbraio 2000 | Delray Beach International Tennis Championships, Delray Beach | Cemento     | Joshua Eagle  | Brian MacPhie Nenad Zimonjić   | 5-7, 4-6      |
| 8.     | 24 luglio 2000   | Austrian Open, Kitzbühel                                      | Terra rossa | Joshua Eagle  | Pablo Albano Cyril Suk         | 3-6, 6-3, 3-6 |
| 9.     | 31 luglio 2000   | Canada Open, Toronto                                          | Cemento     | Joshua Eagle  | Sébastien Lareau Daniel Nestor | 3-6, 6(3)–7   |
| 10.    | 16 aprile 2001   | Monte Carlo Open, Monte Carlo                                 | Terra rossa | Joshua Eagle  | Jonas Björkman Todd Woodbridge | 6-3, 4-6, 2-6 |

### Tornei minori

#### Doppio

##### Vittorie (5)
| Legenda tornei minori |
| Challenger (5)        |
| Futures (0)           |

| Numero | Data             | Torneo                                | Superficie    | Compagno      | Avversari in finale             | Punteggio |
| 1.     | 3 maggio 1993    | Kuala Lumpur Challenger, Kuala Lumpur | Cemento       | Joshua Eagle  | Marius Barnard Joost Winnink    | 6-4, 6-4  |
| 2.     | 6 dicembre 1993  | Adelaide Challenger, Adelaide         | Erba          | Joshua Eagle  | Mark Philippoussis Ben Ellwood  | 6-1, 6-3  |
| 3.     | 13 dicembre 1993 | Launceston Challenger, Launceston     | Sintetico (i) | Joshua Eagle  | Sandon Stolle Michael Tebbutt   | 6-4, 6-0  |
| 4.     | 30 maggio 1994   | Schickedanz Open, Fürth               | Terra rossa   | Vojtěch Flégl | Gastón Etlis Christian Miniussi | 7-6, 6-1  |
| 5.     | 11 dicembre 1995 | Perth Challenger, Perth               | Cemento       | Joshua Eagle  | Andrew Kratzmann Wayne Arthurs  | 6-4, 6-4  |